# قائمة المناطق التشريحية البشرية

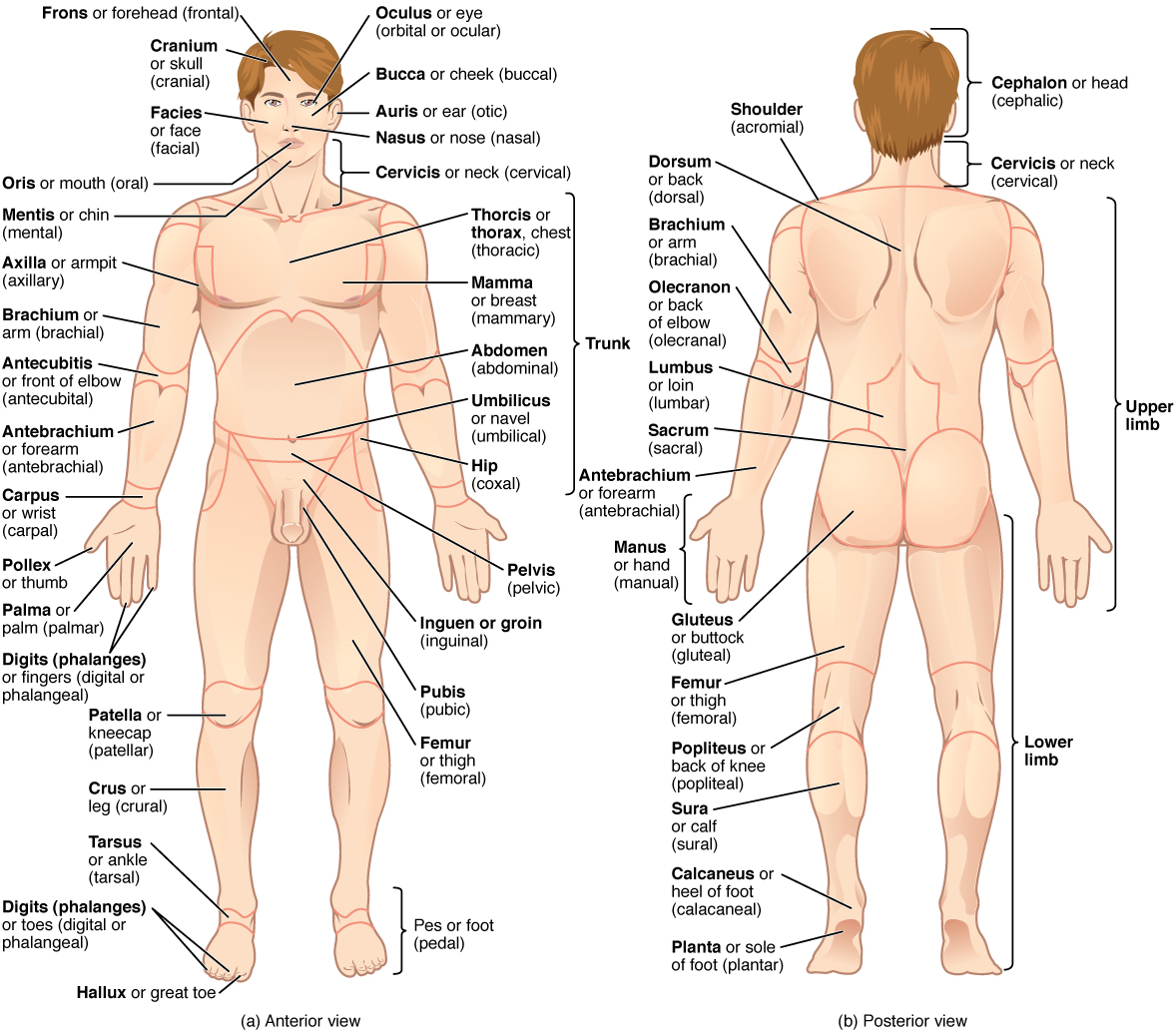
مناطق جسم الإنسان

يحتوي الشكل المجاور على مناطق الجسم البشريّ، كما تُرى من منظرٍ أماميّ وخلفيّ.

## المنظر الأمامي
- المنطقة القحفيّة cranial region و تشمل الجزء العلويّ من الرأس
- المنطقة الوجهيّة facial region تشمل النصف السفليّ من الرأس من أسفل الأذنين
- يشير مصطلح المنطقة الجبهيّة frontal region إلى الجبهة
- يُشار إلى العينين بمصطلح المنطقة الحجاجيّة orbital region أو العينيّة ocular region
- يُشار إلى الخدَّين باسمالمنطقة الشدقيّة buccal region
- يُشار إلى الأذينين باسم المنطقة الأذنيّة auricle region أو المنطقة السمعيّة Otic region
- يُشار إلى الأنف باسم المنطقة الأنفيّة nasal region
- يُشار إلى الفم باسم المنطقة الفمويّة oral region
- يُشار إلى الذقن باسم المنطقة الذقنيّة mental region
- يُشار إلى العنق باسم المنطقة الرقبيّة أو العنقيّة cervical region

يحتوي جذع الجسم على المناطق التالية من الأعلى إلى الأسفل،
- يُشار إلى الصدر باسم المنطقة الصدريّة thoracic region
- يُشار إلى الثدي باسم المنطقة الثديية mammary region
- يُشار إلى عظم القصّ باسم المنطقة القصيّة sternal region
- يُشار إلى منطقة المعدة باسم المنطقة البطنيّة abdominal region
- يُشار إلى خط الحزام باسم المنطقة الحرقفيّة coxal region
- يُشار إلى المنطقة فوق الأعضاء التناسليّة باسم المنطقة العانيّة pubic region

يحتوي الحوض والطرفان السفليّان على المناطق التاليّة بدءاً من الأعلى إلى الأسفل،
- المنطقة الأُرْبيّة inguinal region أو منطقة المغبن groin region بين الساقين والأعضاء التناسليّة
- المنطقة العانيّة pubic region تُحيط بالأعضاء التناسليّة
- المنطقة الفخذيّة femoral region تشتمل على الفخذين
- المنطقة الرضفيّة patellar region تشتمل على الركبة
- المنطقة الساقيّة crural region تشتمل على الظنبوب
- المنطقة الشظويّة fibular region تشتمل على الجزء الخارجي من أسفل الساق
- المنطقة الرصغيّة tarsal region تشمل الكاحل
- المنطقة القدميّة pedal region تشتمل على القدم
- المنطقة الأصبعيّة/السلاميّة digital/phalangeal region تشتمل على أصابع القدمين
- يُشار إلى الأصبع الأكبر في القدم باسم إبهام القدم hallux

تتضمن مناطق الطرف العلويّ بدءاً من الأعلى إلى الأسفل،
- المنطقة الإبطيّة axillary region تشتمل على الإبط
- المنطقة العضديّة brachial region تشتمل على الجزء العلويّ من الذراع
- المنطقة المرفقيّة antecubital region تشتمل على الجزء الأمامي من المرفق
- المنطقة الساعديّة antebrachial region تشتمل على الساعد
- المنطقة الرسغيّة carpal region تشتمل على رسغ اليد
- المنطقة الراحيّة palmar region تشتمل على راحة اليد
- المنطقة الأصبعيّة/السلاميّة digital/phalangeal region تشتمل على الأصابع
- يُشار إلى إبهام اليد باسم Pollex

## المنظر الخلفي
يحتوي المنظر الخلفي على المناطق التالية من الأعلى إلى الأسفل،
- المنطقة العنقيّة cervical region تشتمل على العنق
- المنطقة الكتفيّة scapular region تشتمل على عظم لوح الكتف والمنطقة المحيطة،
- المنطقة الظهريّة dorsal region تشتمل على الجزء العلويّ من الظهر
- المنطقة القطنيّة lumbar region تشتمل على الجزء السفليّ من الظهر
- المنطقة العُجزيّة sacral region الواقعة عند نهاية العمود الفقريّ، فوق الأرداف تماماً

أما المناطق الموجودة على الوجه الخلفي من الذراع بدءاً من الأعلى إلى الأسفل، تتضمن
- المنطقة العنقيّة cervical region تتضمن العنق
- المنطقة الأخرميّة acromial region تتضمن الكتف
- المنطقة العضديّة brachial region تتضمن الجزء العلويّ من الذراع
- المنطقة الزجيّة olecranal region تتضمن الجزءالخلفيّ من المرفق
- المنطقة الساعديّة antebrachial region تتضمن الجزء الخلفي من الذاع
- منطقة اليد تتضمن الوجه الخلفيّ من اليد manual أو manus region

أما الأجزاء الخلفية من الطرف السفليّ، بدءاً من الأعلى إلى الأسفل، تتضمن
- المنطقة الألويّة gluteal region تتضمن الأرداف
- المنطقة الفخذيّة femoral region تتضمن الفخذ
- المنطقة المأبضيّة popliteal region تتضمن الجزء الخلفيّ من مفصل الركبة
- المنطقة الربليّة sural region تتضمن الجز الخلفيّ من الساق السفليّة
- المنطقة العقبيّة calcaneal region تتضمن عظم العقب
- المنطقة الأخمصيّة plantar region تتضمّن السطح السفليّ (الباطن) للقدم

تُجمع بعض المناطق بمناطق أكبر مثلاً الجذع trunk مثلاً وهو منطقة تضمّ الكثير من المناطق كالصدريّة الثديية والبطنيّة و السريّة والحرقفيّة. المنطقة الرأسيّة cephalic هي مجموع مناطق الرأس جميعها. منطقة الطرف العلوي upper limb region هي مجموع المناطق التشريحيّة الموجودة في الطرف العلويّ، أما منطقة الطرف السفليّ lower limb region فهي مجموع مناطق الطرف السفليّ.

## المصطلحات القديمة

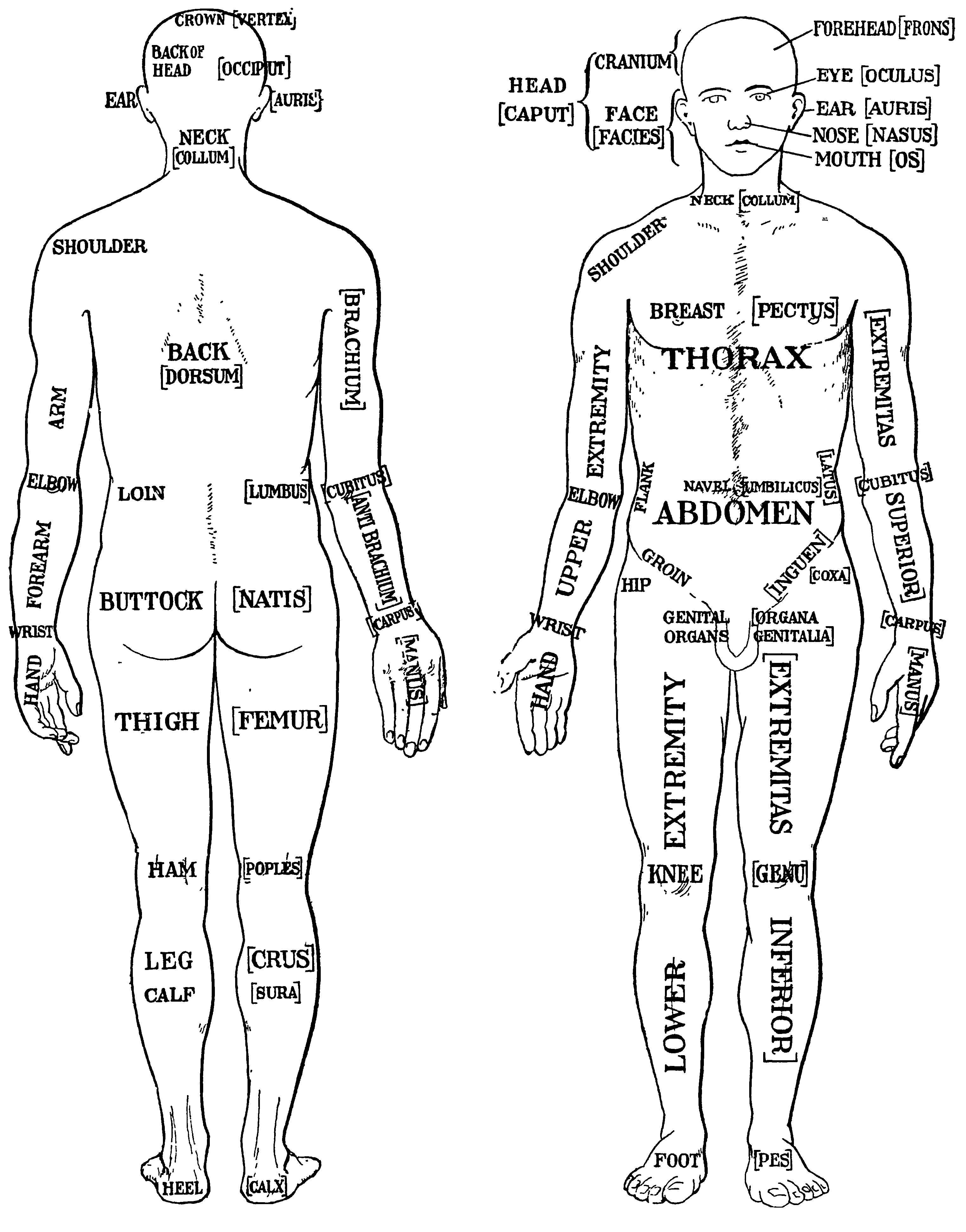
شكل يُظهر مصطلحات تشريحيّة قديمة في أجزاء جسم الإنسان : منظر خلفي و أمامي يعود لطبعة عام 1933 لكتاب التشريح البشري للسير هينري موريس.

العديد من المصطلحات التالية لاتينيّ وقد تم الاستغناء عن استعماله.
جبهيَّاً
- Frons تعني الجبهة
- Facies تعني الوجه
- Pectus تعني الثدي
- Latus تعني الخاصرة
- Coxa تعني الورك
- Genu تعني الركبة
- Pes تعني القدم

خلفيّاً
- Vertex تعني القمة[ا]
- Occiput تعني مؤخرة الرأس أو القذال
- Collum تعني العنق
- Dorsum تعني الظهر[ب]
- Lumbus تعني القطن
- Natis تعني الألية
- Calx تعني العقب